# Robert Lambion
Pour les articles homonymes, voir Lambion.
Robert Lambion né le 25 septembre 1914 à Seraing et mort à Seraing le 26 août 1983 est un syndicaliste belge et militant wallon.  Durant l'Occupation  allemande, il s'engage à la fois dans l'action syndicale et la Résistance, participant notamment à la Grève des 100 000 de mai 1941. À la fin de la guerre, il devient le bras droit d'André Renard organisant les grèves de 1950, 1957 et 1960. Il succède à Renard à la tête de la fédération liégeoise de la FGTB et à la direction de La Wallonie.
Il a apporté son soutien à la formation d'un gouvernement wallon séparatiste en fin juillet 1950. Il participe aussi à la direction de la Grève générale de l'hiver 1960-1961, tente de rapprocher le Mouvement populaire wallon (auquel il adhère dès sa fondation) et Rénovation wallonne.

Il œuvre au rapprochement des régionales wallonnes de la FGTB qui déclarent le 26 février 1967 à La Louvière qu'elles marquent 
«  leur volonté d'unir le peuple wallon dans une action d'ensemble contre les effets de l'impéritie capitaliste et de la minorisation politique et administrative de la Wallonie. »
Jusqu'à sa retraite en 1976, il continue à mener le combat syndical et le combat wallon qu'il avait menés de front durant toute sa vie.